# Divertimenti pour flûte, hautbois, clarinette et basson

Les Divertimenti pour flûte, hautbois, clarinette et basson H.189 est une composition de musique de chambre de Frank Bridge composée entre 1934 et 1938.

## Structure
1. Prélude - Allegro animato ma non troppo
2. Nocturne: Poco lento - Allegretto
3. Scherzetto: Allegro gajo
4. Bagatelle: Allegro con moto